# Bliha
Bliha (poznata i kao Blija) je rijeka u Bosni i Hercegovini.
Cijelim tokom nalazi se u općini Sanski Most, u zapadnoj Bosni. Lijeva je pritoka Sane u koju se ulijeva kod grada Sanskog Mosta. Na rijeci, 14 kilometara od Sanskog Mosta, nalazi se 40 metara visok vodopad koji se naziva Blihin skok ili jednostavno vodopad Bliha.